# Loeflingia
- Commons
- Wikispecies

Loeflingia L. é um género botânico pertencente à família Caryophyllaceae. (?6
%$˧""ǃǃ()0'?
~
O nome do gênero foi dado em homenagem a botânico sueco Pehr Löfling (1729-1756).
Em Histoire physiologique des plantes d'Europe publicado em 1841, o botânico Jean Pierre Étienne Vaucher (1763-1841) descreve as espécies do gênero Loeflingia:

## Espécies
- Loeflingia baetica
- Loeflingia hispanica
- Loeflingia squarrosa
- Loeflingia tavaresiana

## Classificação do gênero
| Sistema | Classificação                     | Referência               |
| ------- | --------------------------------- | ------------------------ |
| Linné   | Classe Triandria, ordem Monogynia | Species plantarum (1753) |